# Сражение при Езерче
Сражение при Езерче произошло между русскими и турецкими войсками 14 (26) июля 1877 года во время Русско-турецкой войны.

## Перед боем
13 июля 1877 года правый фланг рущукского отряда под командованием генерал-адъютанта графа Воронцова-Дашкова занял Соленик и Констанц.
У Соленика были расположены 1-я бригада 35-й пехотной дивизии, 2 батареи 35-й артиллерийской бригады, 3 эскадрона 8-го уланского Вознесенского полка, 3 сотни 8-го Донского казачьего полка, 12-й гусарский Ахтырский полк, 15-я конно-артиллерийская батарея и 9-я Донская казачья батарея; у Констанца — батальон Нежинского полка и сотня 8-го Донского казачьего полка; у деревни Кацелево — 2-я бригада 35-й пехотной дивизии с 4 батареями 35-й артиллерийской бригады.
Со стороны турок, для прикрытия Разград-Рущукского шоссе, были выдвинуты боковые авангарды и, между прикрытиями, к Езерче, 6 батальонов бригады Азиса-паши, 6 эскадронов и 6 орудий.

## Ход битвы
14 июля, около 7 часов утра, сотня, занимавшая сторожевую цепь впереди Констанца, была атакована 2 турецкими эскадронами со стороны Езерче. На поддержку казакам из Констанца выдвинулся батальон Нежинского полка. Это заставило отступить турецкую кавалерию, но около 8 часов она снова возобновила наступление. Командир 1-й бригады 35-й пехотной дивизии генерал-майор Тихменев выдвинул вперед остальные 2 батальона Нежинского полка и батальон Болховского полка с батареей; 2 роты Болховского полка, прикрывавшие отрядные кухни в Соленикском ущелье, услышав выстрелы у Констанца, двинулись туда.
Около 10 часов было получено сообщение о появлении турецкой пехоты со стороны шоссе. Граф Воронцов-Дашков решил немедленно атаковать турок. Взяв с собой 12-й гусарский полк, 3 сотни казаков и 2 орудия 9-й Донской батареи, он направился к Констанцу. Прибыв туда в начале 1-го часа дня, граф Воронцов-Дашков двинулся на Езерче с целью рекогносцировки и приказал Тихменеву следовать с пехотой туда же.
Ввиду противоречивости информации, было взято направление от Констанца к Разградскому шоссе, между деревнями Торлак и Езерче. Около 2 часов дня, при подходе кавалерии Воронцова-Дашкова к Езерче, турки атаковали её. Вызванный взвод казачьей батареи открыл огонь, но успеха не добился. Воронцов-Дашков решил выждать подхода пехоты. Между тем пехота Тихменева продвигалась весьма медленно вследствие трудности подъёма артиллерии; по её прибытии (около 4 часов дня) Воронцов-Дашков приказал Тихменеву выставить батарею возле казачьего взвода и атаковать пехотой Езерче; 12-му гусарскому полку было поручено прикрывать левый фланг, 3 сотням 8-го Донского казачьего полка — правый фланг, а сотня была послана вправо и вперед, в обход позиции неприятеля, с целью высмотреть расположение турок. В дальнейшем выяснилось, что турки занимали 2 батальонами Езерче и высоту севернее её, на которой у северо-восточного угла деревни стояла батарея, цепь помещалась на окраине, за земляной и колючей изгородями, 4 батальона находились во второй линии, на высотах к востоку от Езерче.
Несмотря на трудные подступы к позиции и превосходство сил турок, Воронцов-Дашков приказал Тихменеву атаковать Езерче, действуя преимущественно на левом фланге. Последний был доступнее, но так как для атаки ему пришлось бы чрезмерно растянуть отряд, то Тихменев ограничился фронтальным наступлением. Местные условия требовали особой густоты цепи, а потому Тихменев выдвинул в одну линию (на западной опушке зарослей) 6 рядов, другие 6 рядов расположил за цепью, а 3 роты Нежинского полка, прибывшие одновременно с батареей, назначил в резерв правого фланга, 2 роты Болховского полка оставил в общем резерве, около артиллерийской позиции.
Для непосредственной атаки Езерче было назначено всего 15 рот. Артиллерийский огонь неприятеля, направленный преимущественно по кавалерии, почти не принес вреда пехотным частям. В исходе 4-го часа дня русская артиллерия открыла огонь. Турки немедленно же направили на неё огонь своих орудий. Пехота вошла в это время в заросли. Азис-паша, заметив подход пехоты к лесу, двинул в заросли 2 батальона 2-й линии, в виде густой цепи, по открытому скату горы, впереди деревни.
Русская пехота наступала без единого выстрела. Около 5 часов вечера обе цепи встретились. По всей линии открылась одновременно ружейная перестрелка. Цепь русских бросилась в штыки. Турки были опрокинуты и вытеснены за опушку. Затем Азис-паша 3 раза возобновлял атаки на лес, но каждый раз они были отбиты. При последней атаке Азис-паша лично повел цепь, желая личным примером воодушевить солдат, и был убит. Ввиду упорства боя Воронцов-Дашков послал в Кацелево приказание немедленно двинуть на помощь 2-ю бригаду с артиллерией; смерть Азис-паши деморализовала турок, и они в беспорядке отступили к Езерче. Следом за ними на опушку зарослей вышел командир Нежинского пехотного полка Тиньков с батальоном и стрелковой ротой, бросился в деревню, выбил штыками неприятеля и ворвался в селение, где завязалась упорная штыковая схватка, окончившаяся в 8:30 часов вечера вытеснением турок из Езерче.
Неприятельская батарея быстро снялась с позиции и отступила. В это время майор Флоринский с 4 ротами Болховского полка, действуя на левом фланге в лесу и оврагах, понеся значительные потери, продолжал наступление и, выбив турок из складок местности, прилегавших к северной стороне Езерче, полностью овладел селением.

## Последствия
Турки в беспорядке отошли на высоты к востоку от селения и начали на них устраиваться. Преследование было возложено на 12-й гусарский полк. Общая потеря турок составила до 500 человек убитыми, ранеными и пленными, русских — 83 убитыми и 175 ранеными. После эвакуации раненых все части направились, по приказанию графа Воронцова-Дашкова, в деревню Констанц, куда добрались только утром 15 июля. На рассвете прибыл сюда и генерал Баранов со 2-й бригадой 35-й пехотной дивизии и батареей; утром 15-го, вследствие последовавшего распоряжения об изменении расположения Рущукского отряда, граф Воронцов-Дашков вернулся со своими войсками в Соленик, а генерал Баранов — в Кацелево. Езерче был снова занят турками.